# Frankfurter Fußballclub Viktoria 1991 e. V.
Frankfurter Fußballclub Viktoria 1991 e. V. é uma agremiação esportiva alemã, fundada em 1951, e sediada em Frankfurt an der Oder, Brandeburgo. Na temporada 2009-2010 militou na Brandeburgliga, uma das sete divisões do campeonato alemão.
Durante a sua história, a associação mudou várias vezes de sede. Jogou em Leipzig, Berlim Leste e, finalmente em Frankfurt an der Oder.

## História
O clube foi originalmente fundado em 1951 com o nome de KVP Vorwärts Leipzig. La KVP era a Kasernierte Volkspolizei, a Polícia Popular.
Naqueles anos era costume das autoridades da república democrática mudar de uma cidade para outra por variados motivos, principalmente políticos. Por isso, a equipe foi forçadamente transferida para Berlim Leste para jogar com o nome de ZSK Vorwärts Berlin. Na temporada seguinte o clube mudou novamente de denominação para ASK Vorwärts Berlin. Por ASK se entendia Armeesportklub, Sport Club do Exército). Com essa intitulação venceu uma Copa da Alemanha Oriental, a FDGB Pokal, em 1954, quatro vezes o Campeonato Alemão da DDR-Oberliga, em 1958, 1960, 1961-1962 e 1964-1965. O time ainda venceu outros dois certames. O campeonato alemão oriental nas temporadas 1965-1966, 1968-1969 e uma outra copa nacional, em 1970, com o nome de FC Vorwärts Berlin.
Em 1971, a sociedade se transferiu para Frankfurt no Oder para representar a equipe local sustentada pela Stasi que tinha sido dissolvida. O Vorwärts esteve em bom nível nos anos 1980. Se qualificou para a Copa da UEFA quatro vezes, sendo eliminada por duas vezes por equipes da Alemanha Ocidental, o Werden Bremen e o VfB Stuttgart. Terminou o campeonato da Alemanha Oriental na temporada 1982-1983 no segundo lugar, atrás do Dynamo de Berlim.
Após a reunificação alemã, em 1990, o clube abandonou a afiliação às forças armadas e, em 7 de fevereiro, foi refundado assumindo oficialmente o nome de FC Victoria Frankfurt/Oder. Em 1993, por conta de alguns problemas financeiros, se uniu ao 
Viktoria F.S.C. 04 para dar vida à equipe com a denominação atual. Após duas temporadas na terceira divisão, o time caiu para a quarta divisão e depois para a Brandeburgliga, série onde ainda militava na temporada 2009-2010.

## Títulos
- Campeonato Alemão Oriental-DDR-Oberliga: 6

1958, 1960, 1961-1962, 1964-1965, 1965-1966, 1968-1969;
- Copa da Alemanha: 2

1954, 1970;

## Cronologia recente
| Temporada | Liga                     | Lugar | Meta  | Pontos |
| --------- | ------------------------ | ----- | ----- | ------ |
| 1990-91   | NOFV-Oberliga            | 14ª   | 29:54 | 13:39  |
| 1991-92   | Oberliga Nordost Nord    | 11ª   | 53:62 | 33:35  |
| 1992-93   | Oberliga Nordost Nord    | 17ª   | 43:82 | 20:44  |
| 1993-94   | Verbandsliga Brandenburg | 4ª    | 65:38 | 45:15  |
| 1994-95   | Verbandsliga Brandenburg | 3ª    | 79:25 | 43:17  |
| 1995-96   | Verbandsliga Brandenburg | 2ª    | 87:21 | 69     |
| 1996-97   | Verbandsliga Brandenburg | 1ª    | 89:22 | 72     |
| 1997-98   | Oberliga Nordost Nord    | 5ª    | 40:33 | 46     |
| 1998-99   | Oberliga Nordost Nord    | 5ª    | 45:32 | 50     |
| 1999-00   | Oberliga Nordost Nord    | 11ª   | 50:48 | 39     |
| 2000-01   | Verbandsliga Brandenburg | 4ª    | 48:30 | 53     |
| 2001-02   | Verbandsliga Brandenburg | 6ª    | 59:36 | 50     |
| 2002-03   | Verbandsliga Brandenburg | 1ª    | 71:25 | 64     |
| 2003-04   | Oberliga Nordost Nord    | 19ª   | 40:74 | 25     |
| 2004-05   | Verbandsliga Brandenburg | 4ª    | 54:29 | 53     |
| 2005-06   | Verbandsliga Brandenburg | 11ª   | 49:45 | 40     |
| 2006-07   | Verbandsliga Brandenburg | 7ª    | 50:44 | 48     |
| 2007-08   | Brandenburgliga          | 3ª    | 61:44 | 53     |
| 2008-09   | Brandenburgliga          | 7ª    | 37:43 | 38     |
| 2009-10   | Brandenburgliga          | 10ª   | 41:45 | 39     |
| 2010-11   | Brandenburgliga          | 11ª   | 32:36 | 31     |
| 2011-12   | Brandenburgliga          | 8ª    | 44:50 | 35     |

## Fonte
- Vereinslexikon, Hardy Grüne, AGON, 2001, Seite 215, ISBN 3-89784-147-9